# إد ماركي
إدوارد جون ماركي (بالإنجليزية: Edward John Markey) هو سياسي أمريكي من الحزب الديمقراطي ولد في يوم 11 يوليو 1946 في مدينة مالدن في ولاية ماساتشوستس. هو عضو في مجلس الشيوخ الأمريكي منذ سنة 2013، كما كان عضو سابق في مجلس النواب الأمريكي من سنة 1976 إلى سنة 2013. يعرف بمواقفه الليبرالية الإصلاحية ويركز قضاياه على التغير المناخي والطاقة البديلة.